# Гунценхаузен
Гунценхаузен (нем. Gunzenhausen) — город в Германии, в земле Бавария. Подчинён административному округу Средняя Франкония. Входит в состав района Вайссенбург-Гунценхаузен. Население составляет 16 160 человек (на 31 декабря 2010 года). Занимает площадь 82,73 км². Официальный код — 09 5 77 136.
Город подразделяется на 14 городских районов.
Гунценхаузен — родина средневекового астронома Симона Мария.

## Население
По оценке на 31 декабря 2015 года население общины Гунценхаузен составляет 16 432 чел. 

| Дата      | 1840 | 1871 | 1900 | 1925 | 1939 | 1950  | 1961  | 1970  | 1987  | 2011  |
| --------- | ---- | ---- | ---- | ---- | ---- | ----- | ----- | ----- | ----- | ----- |
| Население | 6730 | 7582 | 8677 | 9528 | 9724 | 14775 | 13929 | 15302 | 15285 | 16245 |

| Год       | 1960  | 1970  | 1980  | 1990  | 2000  | 2009  | 2010  | 2011  | 2012  | 2013  | 2014  | 2015  |
| --------- | ----- | ----- | ----- | ----- | ----- | ----- | ----- | ----- | ----- | ----- | ----- | ----- |
| Население | 13764 | 15317 | 14890 | 16028 | 16428 | 16176 | 16160 | 16222 | 16171 | 16222 | 16385 | 16432 |

## Города-побратимы
- США — Франкенмус, Мичиган
- Франция — Иль, Верхняя Вьенна